# Source-specific Multicast
Source-specific Multicast ist eine Methode, Multicasts so zu versenden, dass sich der Empfänger die Quelle aussuchen kann (S,G). Hierdurch kann die Last auf das Netzwerk verringert werden und die Sicherheit verbessert werden.
Durch die beiden Protokolle IGMPv3 (für IPv4) und MLDv2 (für IPv6) kann statt wie bei ASM nicht nur eine Gruppe, sondern auch eine spezielle Quelle ausgewählt werden. Dafür ist allerdings die Unterstützung des Last-Hop Routers sowie des Betriebssystems nötig. In IPv4 sind dafür 16.777.216 Adressen (232.0.0.0/8) vorgesehen, in IPv6 ist das Präfix FF3x::/96 zuständig, welches in der Zukunft aber zu einem /32 Netz ausgebaut werden kann.